# Руське (округ Снина)
Руське (словац. Ruské) — колишнє село в Словаччині, на території теперішнього Снинського округу Пряшівського краю зникле у 1986 році в результаті будови водосховища Старина у 1981-1988 роках.
Село було розташоване на північний схід від теперішнього водосховища в Буківських горах, в Руській улоговині (словац. Ruská kotlina) в долині річки Цірохи біля кордону з Польщею.
Із села залишилися три хати, сільський цвинтар, липи біля зруйнованої церкви з 1789 року та військовий цвинтар з І світової війни. На місці зруйнованої церкви збудована каплиця.
На північ від села веде стара кам'яна дорога тзв. «Porta Rusica» з 1861 року в напрямі на «Руський перевал» (словац. Ruské sedlo) (пол. Przełęcz nad Roztokami Górnymi), Розтоки Горішні, Майдан, Тісну.
Вступ до села можливий тільки пішки, на ровері, або на автомашині із спеціальним пропуском, який видає Окружний уряд у Снині.

## Історія
Уперше згадується у 1567 році.